# Symploce hebardi
Symploce hebardi es una especie de cucaracha del género Symploce, familia Ectobiidae.

## Distribución
Esta especie se encuentra en Cuba y Antigua y Barbuda.